# Miletus polydetus
Miletus polydetus is een vlinder uit de familie Lycaenidae. De wetenschappelijke naam van de soort is gepubliceerd door Linnaeus.